# Indian Telephone Industries SC
Maillots
Le Indian Telephone Industries Sporting Club (en kannada : ಇಂಡಿಯನ್ ಟೆಲಿಫೋನ್ ಇಂಡಸ್ಟ್ರೀಸ್ ಸ್ಪೋರ್ಟಿಂಗ್ ಕ್ಲಬ್, et en hindi : भारतीय टेलीफोन उद्योग स्पोर्टिंग क्लब), plus couramment abrégé en ITI SC, est un club indien de football fondé en 1956 et basé dans la ville de Bangalore, dans l'état du Karnataka.

## Palmarès
| Compétitions nationales                  |
| ---------------------------------------- |
| - Coupe d'Inde (1) : - Vainqueur : 1977. |